# Потери сторон в период вторжения России на Украину
Потери вследствие вторжения России на Украину включают граждан России, Украины, самопровозглашённых ДНР и ЛНР, а также граждан других государств, погибших в ходе боевых действий, начиная с 24 февраля 2022 года. Война России с Украиной привела к сотням тысяч военных потерь с обеих сторон и десяткам тысяч убитых и раненых мирных жителей Украины. Также имеют место значительные материальные потери всех сторон конфликта: от военной техники до объектов инфраструктуры.
По оценке CSIS, на конец февраля 2023 года общие потери РФ убитыми и ранеными составляют 200—250 тыс., включая 60—70 тыс. погибших (включая потери самопровозглашённых ДНР и ЛНР и наёмников ЧВК «Вагнер»). Потери России за первый год войны с Украиной превысили потери СССР и России во всех войнах после Второй мировой, вместе взятых. Темп потерь тоже значительно больше, чем в прошлых войнах: в Чечне во время первой и второй чеченских войн российская армия теряла от 95 до 185 человек в месяц, в Афганистане — 130—145, в Украине — 5—5,8 тысячи убитых в месяц. Суммарно Россия теряла убитыми в каждом следующем году почти вдвое больше, чем в предыдущем.
15 марта 2023 года издание Politico сообщило, что, по оценкам официальных лиц США, за год войны были убито или ранено свыше 100 000 украинских военнослужащих, включая самых опытных солдат.
17 сентября 2024 года The Wall Street Journal сообщил, что общее количество убитых и раненых в ходе российско-украинской войны, по данным западных разведок и украинских источников, достигло миллиона человек.

## Общий обзор потерь убитыми и ранеными

### До февраля 2022
По данным Управления Верховного комиссара ООН по правам человека, в течение 2014—2021 годов война на востоке Украины стоила жизни 13 200—13 400 человек, в том числе 4200 украинских военных, 5800 военных РФ и их прокси-сил в восточной Украине (CSIS даёт оценку в 6—7 тысяч убитых до начала полномасштабного вторжения 2022 года), и 3390 убитых гражданских. Раненых военных и гражданских с обеих сторон было 29 600—33 600.

### С февраля 2022
| Категория         | Потери | Потери                                                                         | Потери                 | Дата             | Источник |
| Категория         | Летальные | Летальные и нелетальные                                                        | Нелетальные            | Дата             | Источник |
| ----------------- | --- | ------------------------------------------------------------------------------ | ---------------------- | ---------------- | --- |
| Российские войска | >122 883 (известные поимённо, без учёта ЛДНР), 21—23,5 тысяч (ЛДНР, на сентябрь 2024), 210—297 тысяч (оценка полн. количества) | 404,7—564 тысячи с учётом тяжело раненых (на 18 октября 2024)                  |                        | 8 августа 2025   | Поимённый список BBC и интернет-СМИ «Медиазона»                                                                 |
| Российские войска | 160-165 тысяч |                                                                                |                        | 24 февраля 2025  | Исследование «Медузы» и «Медиазоны» на основе реестра наследственных дел и поимённого списка «Медиазоны» и BBC. |
| Российские войска | | около 1 000 340 «ликвидированных» (включают и летальные, и нелетальные потери) |                        | 12 июня 2025     | Министерство обороны Украины                                                                                    |
| Российские войска | | около 950 тысяч убитыми и ранеными                                             |                        | май 2025         | Секретная разведывательная служба Великобритании                                                                |
| Российские войска | 115 тысяч |                                                                                | 500 тысяч ранеными     | 10 октября 2024  | Оценка должностных лиц США                                                                                      |
| Российские войска | 5937 |                                                                                |                        | 21 сентября 2022 | Министерство обороны РФ                                                                                         |
| Украинские войска | 45 100 |                                                                                | 390 тысяч ранеными     | 4 февраля 2025   | Владимир Зеленский, президент Украины                                                                           |
| Украинские войска | | 444 000 убитыми и ранеными                                                     |                        | 27 февраля 2024  | Сергей Шойгу, министр обороны Российской Федерации                                                              |
| Украинские войска | ~70 тысяч |                                                                                | 100—120 тысяч ранеными | 18 августа 2023  | Должностные лица США                                                                                            |
| Гражданские лица  | >13 883 |                                                                                | >35 548 ранеными       | 13 августа 2025  | Организация Объединённых Наций                                                                                  |
| Гражданские лица  | ~30 000 |                                                                                |                        | 22 января 2023   | Эйрик Кристофферсен, командующий вооружёнными силами Норвегии                                                   |

1. ↑  Потери относятся к промежутку времени с 24 февраля 2022 года до приведённой даты
2. ↑  включая НГУ и Силы территориальной обороны
3. ↑  Среди них: 726 — дети; 2719 — находившиеся на территории, оккупированной РФ
4. ↑  Среди них: 2234 — дети; 4456 — находившиеся на территории, оккупированной РФ

## Потери российской стороны
Потери России по регионам значительно различаются. Больше всего потерь на количество населения приходится на экономически неразвитые регионы Сибири и Дальнего Востока, в частности, Бурятию и Тыву. Меньше всего потерь приходится на Санкт-Петербург и Москву. Вероятность погибнуть в войне с Украиной для бурята или тувинца в 4 раза выше, чем для этнического русского, и для жителя Бурятии или Тувы — в 30—40 раз выше, чем для москвича.

### Информация с украинской стороны
26 февраля постоянный представитель Украины в ООН Сергей Кислица обратился в Международный комитет Красного Креста с просьбой облегчить репатриацию «тысяч тел российских солдат», погибших в ходе вторжения, приложив к заявлению график, на котором было указано 3,5 тысячи погибших.
28 февраля 2022 года Сергей Кислица в Совете безопасности ООН заявил, что более 200 военных взято в плен. По сообщению вице-премьер министра Украины Ирины Верещук, по состоянию на 19 марта количество военнопленных ВС РФ составило 562 человека.
9 марта бывший заместитель начальника Генерального штаба Вооружённых сил Украины генерал-лейтенант Игорь Романенко заявил что российские потери уже превышают потери от двух чеченских войн и приближаются к потерям Советского Союза в Афганской войне.
По состоянию на утро 15 апреля, по сообщению Генерального штаба ВСУ, российские военные потери составили около 20 000 человек личного состава ранеными и убитыми, а также 163 самолёта, 144 вертолёта, 135 БПЛА оперативно-тактического уровня, 66 средств ПВО, 4 ТРК/ОТРК, 122 РСЗО, 366 артиллерийских систем, 756 танков, 1976 ББМ, 25 единиц спецтехники, 1443 военных автомобиля, 76 цистерн с ГСМ, 5 кораблей и 3 катера.
Алексей Арестович в интервью 17 апреля 2022 года озвучил число примерно в 20 тысяч человек потерь убитыми и ранеными среди мобилизованных в ОРДЛО.
Советник министра обороны Украины Алексей Копытько по состоянию на 3 июля 2022 года зафиксировал в российских СМИ имена 4350 российских солдат, которых публично похоронили или официально признали уничтоженными в самой России. Похоронки зафиксированы в 2354 населённых пунктах.
4 августа 2023 года на сайте «Потерь.нет» (совместный проект МВД и Главного управления разведки Минобороны Украины) было заявлено об идентификации 61 431 погибшего российского военного и сепаратистов ЛДНР. В это число входят и те, кто погиб на Донбассе до полномасштабного вторжения РФ — больше 5400 человек. По состоянию на середину августа 2024 года это число достигает 80 167.

### Информация с российской стороны
С середины 2010-х годов данные, раскрывающие потери Министерства обороны Российской Федерации в мирное время при проведении специальных операций, включены в перечень сведений, являющихся государственной тайной. Их публикация средствами массовой информации преследуется по закону как уголовное преступление, а публикация частными лицами блокируется. В связи с этим данные о потерях российской стороны в украинском конфликте в российских СМИ могут не появляться совсем или появляться в неполном виде.
Официальный представитель министерства обороны РФ Игорь Конашенков сообщил (25 февраля 2022, 15:30), что при захвате аэродрома Гостомель «потерь в Вооружённых силах России нет».
26 февраля 2022 в России впервые признали гибель первого российского военного на Украине, причём это было сделано не центральной властью, а региональной — главой Дагестана. Погибшему позднее было присвоено звание Героя Российской Федерации. В последующие дни ещё были единичные признания, сделанные властями регионального уровня. 2 марта 2022 года Минобороны России впервые обнародовало данные по военным потерям России в Украине — 498 убитых и 1597 раненых.
14 марта официальная газета Вооружённых сил РФ «Красная звезда» сообщила, что около 1,4 тысячи российских военных, ранее получивших ранения, выписаны из медицинских учреждений и отправлены на реабилитацию.
25 марта Министерство обороны РФ заявило, что за время военных действий российские войска потеряли 1351 человека убитыми и 3825 ранеными. При этом потери Росгвардии, ОМОНа и полиции считаются отдельно, потому что они подчиняются МВД, а не МО России. И здесь также не учтены потери отрядов ополчения из ОРДЛО, формально выступающих как отдельная сторона конфликта.
7 апреля 2022 года пресс-секретарь президента России Дмитрий Песков в эфире телеканала Sky News заявил, что Россия понесла значительные потери в ходе войны на Украине, однако точное количество погибших и раненых не назвал: «Мы понесли значительные потери войск, это огромная трагедия для нас».
7 мая 2022 года глава Татарстана Рустам Минниханов сообщил о гибели 62 татарстанских военнослужащих.
1 июня 2022 года председатель комитета Госдумы РФ по обороне Андрей Картаполов заявил, что в результате изменения подхода к ведению боевых действий российская армия практически перестала терять людей, чем и вызвано то, что в последний раз информация о потерях обнародовалась в марте. В начале июля сообщается, что суды РФ обязывают СМИ удалять сообщения о погибших российских военнослужащих на Украине, ссылаясь на то, что эта информация «раскрывает потери личного состава в период проведения специальных операций», а также «противоречит нормам закона, подрывает основы конституционного строя и нравственности».
3 января 2023 года Минобороны РФ признало гибель 89 военнослужащих в Макеевке.
По состоянию на 11 марта 2023 года 84 военнослужащих ВС РФ посмертно были представлены к высшей государственной награде — Герой Российской Федерации. Среди них — 2 генерала, 7 полковников, 11 подполковников, 11 майоров.
В апреле 2023 года руководитель учебного центра тактической медицины концерна «Калашников» Артём Катулин заявил: «Более 30 % ампутаций [в зоне боевых действий] произведены из-за неправильного наложения жгута, более 50 % всех смертей произошли не от жизнеугрожающих ранений».
В сентябре 2023 года Министерство труда и соцразвития заказало 230 тысяч удостоверений погибших ветеранов боевых действий. Это может косвенно свидетельствовать о масштабах потерь РФ в войне с Украиной.
26 ноября 2024 года двоюродная племянница Владимира Путина Анна Цивилёва, которую он назначил заместительницей министра обороны, на круглом столе в Госдуме сообщила о 48 тысячах заявок на ДНК-тесты от родственников пропавших без вести на войне.

#### ДНР и ЛНР
4 марта 2022 ДНР впервые с 24 февраля сообщило статистику потерь своей армии, утверждая, что погибли 47 бойцов, ранены — 406. По состоянию на 22 декабря 2022 сообщалось о 4163 убитых и 17 329 раненых, после чего власти ДНР перестали публиковать данные о потерях своих военнослужащих, поскольку в начале 2023 года 1-й армейский корпус уже официально был интегрирован в вооружённые силы РФ.

#### ЧВК «Вагнер»
Евгений Пригожин в конце мая 2023 года заявил, что всего в ходе вторжения России на Украину было убито 20 тысяч бойцов ЧВК, из которых половина — заключённые.
В июле 2023 года командир ЧВК «Вагнер» под позывным «Маркс» сообщил, что всего во вторжении России на Украину участвовало 78 тысяч бойцов ЧВК, из которых 49 тысяч — заключённые. На момент захвата Бахмута в мае 2023 года убитыми были 22 тысячи, ранеными — 40 тысяч. За это время был убит почти каждый третий боец ЧВК.

### Информация третьих сторон
26 февраля Белорусская служба радио «Свобода» со ссылкой на данные, полученные от неназванных врачей Республиканского центра радиационной медицины в Гомеле, сообщила, что в этом лечебном учреждении, расположенном недалеко от трассы на Чернигов, пребывают свыше 150 раненых российских военных.
26 февраля издание Meduza обратилось за комментарием к старшему научному сотруднику Института внешнеполитических исследований Роберту Ли, который отметил, что в условиях активной фазы военного конфликта подсчитать потери очень трудно. А отвечая на вопрос о том, насколько точны сведения украинской стороны о потерях России, Ли указал, что любые приблизительные данные о них, вероятнее всего, будут в значительной степени искажены. При этом он сделал возможное исключение для отчётов о собственных потерях, которые при этом тоже наверняка занижены.
В октябре 2022 года издание «Важные истории» со ссылкой на бывшего офицера российских спецслужб и действующего офицера ФСБ сообщило о безвозвратных потерях российской армии: более 90 тысяч человек. Озвученная цифра близка к данным, которые в начале сентября назвал министр обороны Великобритании.

#### Официальные лица
8 марта 2022 года директор Разведывательного управления Министерства обороны США генерал-лейтенант Скотт Берриер, опираясь на информацию из разведывательных и открытых источников, заявил что с начала боевых действий на Украине погибло от 2000 до 4000 российских военных.
17 марта The New York Times со ссылкой на источники в разведке США сообщила, что, «основанная на собственных данных разведки, спутниковых снимках и публикациях в СМИ», консервативная оценка потерь ВС РФ на 22-й день конфликта — 7 тыс. убитых.
25 марта издание Politico со ссылкой на неназванных «западных официальных лиц» заявило, что командир 37 мотострелковой бригады ВС РФ был убит собственными подчинёнными вследствие масштабов потерь (до 50 % личного состава), понесённых его бригадой.
В конце июля 2022 глава британской внешней разведки Ричард Мур подтвердил цифры потерь российской армии в 15 тыс. человек убитыми, которые ранее назвал глава ЦРУ Уильям Бёрнс. Мур назвал эти данные «вероятно, консервативными оценками», отметив при этом:

Это примерно то же число людей, которое они потеряли за 10 лет войны в Афганистане в 1980-е. И это совсем не ребята из среднего класса в Санкт-Петербурге или Москве. Это бедные ребята из рабочих городов в Сибири. Среди них непропорционально много представителей национальных меньшинств. Это пушечное мясо.

В феврале 2023 года потери ЧВК «Вагнер» в Украине разведка США оценила в 30 тысяч (из которых 9 тысяч — убитые).
1 мая 2023 года представитель Совета нацбезопасности Белого дома Джон Кирби заявил, что за последние пять месяцев в ходе боёв за Бахмут погибли 20 тысяч российских военных, половина из них — бойцы ЧВК «Вагнер». По подсчётам Белого дома, всего за пять месяцев российские силы понесли около 100 тысяч потерь, включая убитых и раненых.
23 марта неназванный официальный представитель НАТО заявил, что за первый месяц военных действий общее число российских военных, попавших в плен, раненых или убитых составило 40 тысяч.
17 июля 2022 года начальник штаба обороны Великобритании заявил о оценке потерь российской армии — 50 тысяч солдат погибли и были ранены, уничтожено около 1700 танков и 4 тысячи боевых бронированных машин.
Глава Объединённого комитета начальников штабов США Марк Милли заявил о оценке потерь российской армии — более 100 тысяч ранены и убиты.
СМИ отметили, что Минобороны России к 3 января 2023 года заявило об уничтожении 27 установок HIMARS, в то время как фактически Украине были поставлены 20 установок.
По оценке начальника штаба обороны Норвегии Эйрика Кристофферсена, сделанной в январе 2023 года, российские военные потери составляют 180 тысяч убитых и раненых, украинские потери оцениваются в более 100 тысяч человек убитыми и ранеными. Жертвы гражданского населения Украины оценены в 30 тысяч убитых. В апреле 2023 года в Интернете распространились копии документов с оценками потерь от экспертов министерства обороны США, согласно которым Украина потеряла к февралю около 71 500 солдат убитыми, а Россия — между 16 и 17,5 тысячи. Вскоре, однако, администрация США сообщила, что документы были тенденциозно отредактированы: по оценкам Пентагона, за год войны Россия потеряла убитыми от 35,5 до 43,5 тысячи человек, а цифры в 16—17,5 тысячи убитых относятся как раз к украинским военным.
По оценке младшего министра по делам Вооружённых сил Великобритании Джеймса Хиппи, сделанной в ноябре 2023 года, российские военные потери составляют примерно 302 тысячи убитых и раненых военнослужащих (не считая наёмников ЧВК), 7117 боевых бронированных машин, около 2475 танков, более 1300 артиллерийских систем, 93 самолёта, 132 вертолёта, 320 БПЛА и 16 военных кораблей всех классов. По оценке парламентского заместителя государственного секретаря по вооружённым силам Великобритании Лео Докерти, сделанной в апреле 2024 года, российские военные понесли следующие потери: примерно 450 тысяч убитых и раненых военнослужащих (без учёта наёмников ЧВК), более 10 тысяч бронемашин, около 3 тысяч танков, более 1500 артиллерийских систем, 109 самолётов, 136 вертолётов, 346 БПЛА и 23 военных корабля всех классов.
15 февраля 2024 года The New York Times со ссылкой на американского чиновника сообщила, что, по оценке Пентагона, потери российской армии с начала войны в Украине составили около 60 тысяч человек погибшими и примерно 300 тысяч вместе с ранеными.
В ноябре 2024 года Дональд Трамп, ссылаясь на данные разведки США, назвал потери сторон в войне погибшими и ранеными: 400 тыс. украинских военных и 600 тыс. российских. Чуть позже Ллойд Остин сказал, что Россия потеряла 700 тыс. человек.

#### Русская служба Би-би-си и Медиазона
Исследователи Русской службы Би-би-си совместно с изданием «Медиазона» по состоянию на 8 августа 2025 года установили по открытым источникам имена 122 883 погибших российских военных. Полнота этого списка оценивается в 45—65 %. В него не входят погибшие военные ДНР и ЛНР, которых, судя по открытым источникам, насчитывается около 21—23,5 тысяч (на сентябрь 2024 года). С учётом этого полное количество погибших военных с российской стороны (вместе с ЛДНР), по оценке исследователей, может составлять 210—297 тысяч. Количество тяжело раненых (судя по выплатам компенсаций по ранению в 2022 году) больше количества погибших примерно в 2 раза, а количество всех раненых — примерно в 4 раза. На основе этого общие потери пророссийских сил убитыми и тяжело ранеными исследователи оценивают в 405—564 тысячи человек (на октябрь 2024 года).
Среди погибших, известных по открытым источникам, не менее 13 460 мобилизованных, 17 670 осуждённых и 217 солдат срочной службы.
По открытым источникам установлены имена 5540 погибших офицеров, в том числе по крайней мере 3 генерал-лейтенантов, 9 генерал-майоров и 145 полковников. Каждый четвёртый погибший офицер — это старший состав (майоры, подполковники и полковники). Самые высокие потери у военных по регионам — у уроженцев Башкортостана, Татарстана, Краснодарского края, Пермского края, Свердловской и Челябинской областей. Россия понесла самые сильные потери в живой силе в первый день вторжения и 1 января 2023. Ниже приведены данные о безвозвратных потерях по месяцам и типу солдат по статистике «Медиазоны».
| 2022     | 2022       |
| Месяц    | Количество |
| -------- | ---------- |
| февраль  | 480        |
| март     | 2035       |
| апрель   | 1128       |
| май      | 1319       |
| июнь     | 971        |
| июль     | 872        |
| август   | 870        |
| сентябрь | 1411       |
| октябрь  | 1977       |
| ноябрь   | 1746       |
| декабрь  | 1825       |

| 2023     | 2023       |
| Месяц    | Количество |
| -------- | ---------- |
| январь   | 2789       |
| февраль  | 3403       |
| март     | 2190       |
| апрель   | 2804       |
| май      | 1702       |
| июнь     | 2481       |
| июль     | 1548       |
| август   | 1319       |
| сентябрь | 1208       |
| октябрь  | 1837       |
| ноябрь   | 1992       |
| декабрь  | 1651       |

| 2024    | 2024       |
| Месяц   | Количество |
| ------- | ---------- |
| январь  | 2067       |
| февраль | 2314       |
| март    | 1434       |
| апрель  | 197        |

| Тип войск             | Число известных поимённо погибших (на 12 апреля 2024) |
| --------------------- | ----------------------------------------------------- |
| мотострелковые войска | 3809 (691 офицер)                                     |
| ВДВ                   | 2584 (443 офицера)                                    |
| морская пехота        | 973 (140 офицеров)                                    |
| танковые войска       | 841 (206 офицеров)                                    |
| артиллерия            | 743 (185 офицеров)                                    |
| Росгвардия            | 551 (135 офицеров)                                    |
| спецназ[уточнить]     | 591 (122 офицера)                                     |
| моряки                | 238                                                   |
| военные пилоты        | 218 (185 офицеров)                                    |
| инженерные войска     | 236                                                   |
| Войска связи          | 159                                                   |
| ФСБ                   | 75                                                    |
| мобилизированные      | 6067 (271 офицер)                                     |
| добровольцы           | 6762 (264 офицера)                                    |
| заключённые           | 9079 (15 офицеров)                                    |
| ЧВК                   | 2843 (39 офицеров)                                    |

Издание «The Insider» в своём расследовании обнаружило, что динамика тематических запросов о погибших военнослужащих в поисковике «Яндекса» коррелирует с динамикой числа погибших, зафиксированной проектом «Медиазоны» и Би-би-си.

#### Telegram-каналы (данные некрологов)
По состоянию на 13 июля 2025 г. администраторами Telegram-канала «Горюшко» на основе открытых источников были установлены имена 118 802 убитых российских военных и бойцов ЧВК, уничтоженных в ходе полномасштабного вторжения РФ на Украину. Согласно аналитическому отчёту, подготовленному администраторами Telegram-канала «Не жди меня из Украины» на основе некрологов и других открытых источников, с момента полномасштабного вторжения РФ на Украину по конец 2024 года были документально установлены имена 84 664 погибших российских военнослужащих и бойцов ЧВК «Вагнер». Представленные данные отражают выраженную тенденцию к ежегодному росту потерь: в 2022 году зафиксировано 6840 убитых, в 2023 году — 26 535, а в 2024 году — 51 289 человек. Согласно публикациям, размещённым тем же Telegram-каналом «Не жди меня из Украины» в период с 2 января по 13 июля 2025 года (за шесть с половиной месяцев с начала года), были установлены имена 35 039 погибших российских военнослужащих.

#### Russian Officers killed in Ukraine
Чешская мониторинговая группа «Russian Officers killed in Ukraine», ведущая подсчёты гибели российских офицеров (младших, старших и высших) на войне на Украине, по состоянию на 8 июня 2024 года обнаружила подтверждения гибели 4206 человек. Ниже приведены документальные данные безвозвратных потерь по званию и количеству.
| Звание                             | Количество |
| ---------------------------------- | ---------- |
| младший лейтенант                  | 182        |
| лейтенант                          | 808        |
| старший лейтенант                  | 1115       |
| капитан                            | 699        |
| майор                              | 461        |
| подполковник                       | 238        |
| полковник                          | 94         |
| генерал-майор                      | 6          |
| генерал-лейтенант                  | 1          |
| младший офицер запаса / в отставке | 247        |
| старший офицер запаса / в отставке | 229        |

#### Другие источники
9 марта адъюнкт-профессор общественных наук Университета Западной Австралии Амин Сайкал проанализировал потери российских войск. По его оценкам, «хотя утверждения ни одной из сторон не могут быть проверены, даже если мы полагаемся на официальные российские данные», согласно которым, «Москва официально оценивает число своих солдат, убитых и раненых за первую неделю боёв, примерно в 500 и 1600 человек, соответственно», то «эти цифры превышают советские потери в среднем около 28 военнослужащих за сопоставимый период в Афганистане». В связи с этим он делает вывод, что «если Россия продолжит нести потери в войсках такими же темпами и если война затянется на недели и месяцы, то действия России на Украине будут значительно хуже советских операций в Афганистане». Сайкал считает, что «это может произойти, если украинское сопротивление сохранит свою силу, а страны НАТО обеспечат непрерывную поставку разведывательных данных и оружия, включая, что наиболее важно, ракеты „Стингер“». При этом он отмечает, что «даже если российские силы возьмут Киев и некоторые другие крупные города, у украинцев будут хорошие позиции для участия в эффективном мятеже, особенно с запада от Днепра, как это сделали моджахеды».
17 марта Русская служба Би-би-си отмечала, что «российское Минобороны считает, что погибших украинских солдат как минимум в 10 раз больше». 21 марта Служба на основании открытых источников сообщила, что «Украина на данный момент оценивает российские потери в 15 тысяч человек — однако украинское агентство УНИАН уточнило, что в эту цифру могут входить не только погибшие, но и раненые». В то же время, по информации из первоисточника — агентства УНИАН — «украинские защитники ликвидировали 15 тысяч оккупантов».
Исследователи «Информационного сопротивления» считают, что суммарные потери российских войск по состоянию на 3 мая 2022 года приближаются к 76 тысячам человек.
Исследователи издания «Вёрстка» на основе открытых данных утверждают, что «зимой 2023 года российская армия понесла самые большие потери». Весной 2023 было упрощено признание погибшими воюющих в Украине россиян. Пик дел о признании погибшими наблюдается во второй половине 2023-го.
В конце июня 2023 года Росстат опубликовал предварительные данные о смертности россиян за 2022 год. «Важным историям» удалось оценить масштабы военных потерь, используя статистические методы и учитывая уровень избыточной смертности. Смертность мужчин от внешних причин выросла на 9 %. В избыточную смертность от внешних причин, в которые должна входить и война, записано около 18 тыс. человек.
Журналисты «Медузы» и «Медиазоны» совместно с исследователем избыточной смертности Дмитрием Кобаком смогли с помощью двух независимых методов оценить потери России за 15 месяцев. По итогам 2022 года количество избыточных смертей составило 24-25 тысяч. На 27 мая 2023-го общее число погибших с российской стороны составило 47 тысяч человек (c вероятностью 95 % — в границах от 40 тысяч до 55 тысяч). Эти цифры не включают потери самопровозглашённых ЛДНР и людей старше 50. Однако следует помнить, что оно основано на допущении — рассчитанном коэффициенте открываемых наследственных дел по отношению к общему числу смертей.
Уже за первый год полномасштабной войны число подтверждённых по открытым источникам российских потерь превысило признанные официально советские потери в Афганистане за девять лет (15 051 человек).
Исследователи интернет-издания «Важные истории» по состоянию на 2 декабря 2022 отметили подтверждение в открытых источниках гибели 9023 военных ВС РФ. Исследователи «Крымской правозащитной группы» по состоянию на 7 января 2023 зафиксировали подтверждения гибели 118 российских военных — уроженцев Крыма, который Украина рассматривает как свою временно оккупированную территорию.
По состоянию на 17 марта 2023 г. журналисты издания «Кавказ.Реалии» на основе открытых источников установили имена 2774 убитых российских военных — уроженцев и жителей Северного Кавказа и юга России (Чечня, Дагестан, Адыгея, Ингушетия, Краснодарский край, Калмыкия, Северная Осетия, Ставропольский край). По подсчётам издания «Сибирь. Реалии» на 10 марта 2023 г. удалось установить имена не менее 4036 российских военных, родившихся в областях и регионах Сибири и Дальнего Востока. Лидеры по количеству погибших — Бурятия, Забайкальский и Алтайский краи. По подсчётам издания «Idel.Реалии» на 8 апреля 2024 года удалось установить имена 12 745 российских военных, родившихся в республиках и областях Поволжья (Башкортостан, Татарстан, Кировская область, Марий Эл, Мордовия, Нижегородская область, Оренбургская область, Пензенская область, Пермский край, Самарская область, Саратовская область, Удмуртия, Ульяновская область, Чувашия, Астраханская область.
«Новая газета Европа» изучила почти 10 тысяч постов во «ВКонтакте» и к концу февраля 2023 года обнаружила упоминания о поиске 1365 военных. При этом о пропаже сообщают в соцсетях далеко не все родственники. В среднем солдаты пропадают через 2 месяца после отправки на фронт, а на их поиски уходят ещё месяцы. О 85 военных ничего не известно даже спустя полгода поисков.
«Новая газета. Европа» в середине июля 2022 года выяснила, что российские власти выделили семьям погибших и раненных на войне 113 млрд рублей. Это свидетельствует о том, что российская армия на то время потеряла около 15—17 тысяч человек убитыми и ранеными — каждого десятого от первоначальной группировки.
В ходе российского вторжения в Украину с сентября 2024 года по январь 2025 года Башкортостан занял первое место среди всех регионов России по числу погибших военнослужащих. Журналисты-исследователи по открытым данным точно установили имена 3599 погибших из республики с начала 2022 года. Большинство погибших — из сельской местности. В 2023 году средняя заработная плата в республике составила 46 751 рубль в месяц, что в 27 раз меньше, чем единовременная выплата за заключение контракта на войну, и в 4 раза меньше, чем зарплата контрактника по документам.

## Потери украинской стороны

### Информация с украинской стороны
Украинская сторона информирует о собственных потерях нерегулярно и не в полном объёме. Экс-советник главы Офиса президента Украины Алексей Арестович заявлял, что цифры потерь до окончания военных действий полностью озвучены не будут, так как представляют собой государственную тайну. В целом, согласно сделанному 29 марта заявлению Арестовича, потери украинской стороны «гораздо меньше, чем у россиян, но немаленькие».
Согласно обращению президента Украины Владимира Зеленского от 25 февраля 2022 года, по предварительным оценкам, военные потери со стороны Украины за первый день боевых действий составили 137 человек убитыми, включая 10 офицеров, и ещё 316 ранеными. 12 марта 2022 года он заявил о гибели около 1300 военнослужащих. 15 апреля в интервью CNN Зеленский оценил число погибших украинских военнослужащих в 2500—3000 человек, а раненых — примерно в 10 тысяч.
25 февраля президент Украины Владимир Зеленский заявил, что все 13 украинских солдат, составлявшие пограничный гарнизон и погибшие при обороне острова будут награждены званием «Герой Украины» посмертно. 28 февраля ВМС ВСУ признали, что все военнослужащие ВМС гарнизона острова Змеиный живы и находятся в плену у российских вооружённых сил.
11 мая 2022 года начальник оперативного управления штаба управления Нацгвардии Украины Алексей Надточий, впервые с начала российского вторжения, назвал потери Национальной гвардии Украины: безвозвратные потери — 501 военнослужащий, санитарные потери (терпели ранения) — 1697 военнослужащих.
В середине августа главнокомандующий ВСУ Валерий Залужный заявил, что с начала российского вторжения погибли почти девять тысяч украинских военнослужащих.
1 декабря советник главы офиса президента Украины Михаил Подоляк, сославшись на данные Генштаба ВСУ, заявил, что с начала войны погибли от 10 до 13 тысяч украинских военнослужащих.
16 апреля 2023 года министр обороны Украины Алексей Резников заявил в интервью испанской газете La Razon, что общие потери бойцов ВСУ «меньше, чем число погибших от землетрясения в Турции». По данным на 5 марта 2023 года, число погибших от землетрясения в Турции приблизилось к 46 тысячам человек.
По данным МВД Украины, в апреле 2023 года более семи тысяч украинских военнослужащих считались пропавшими без вести. Был запущен Единый реестр пропавших без вести.
20 июня 2023 года Главное управление Национальной полиции опубликовало имена 124 сотрудников полиции, погибших за весь период полномасштабной войны.
25 февраля 2024 года на форуме «Украина. Год 2024» президент Украины Владимир Зеленский заявил, что число погибших украинских военных с начала полномасштабной войны составляет 31 тыс. человек.

### Информация с российской стороны
26 февраля 2022 года, по утверждению министерства обороны России, в Харьковской области в плен добровольно сдался 302-й зенитный ракетный полк ВСУ, вооружённый комплексами ПВО «Бук М-1», и был задержан 471 военнослужащий.
Согласно сделанному 1 марта заявлению Народной милиции ДНР, не подтверждаемому украинской стороной, в результате действий вооружённых сил ДНР и ЛНР погиб украинский бригадный генерал Дмитрий Красильников, командующий оперативно-тактической группой «Север», а также украинский полковник Дмитрий Титенко, командир 53-й отдельной механизированной бригады. В последующие месяцы российские и украинские СМИ неоднократно ссылались на заявления генерала Красильникова как живого человека.
По данным Народной милиции ЛНР, в период с 5 по 8 марта в боях с силами ЛНР украинская сторона потеряла 278 человек, 16 танков, 15 боевых машин пехоты, 35 единиц боевой бронированной техники, 15 единиц автомобильного транспорта, 11 беспилотных летательных аппаратов типа «Крыло», а также 17 долговременных огневых точек, 30 огневых точек, оснащённых противотанковыми ракетными комплексами, крупнокалиберными пулемётами и гранатомётами различных систем.
25 марта Министерство обороны РФ оценило украинские потери за время военных действий в 14 тысяч убитыми и 16 тысяч ранеными. Уже тогда первый заместитель начальника главного оперативного управления Генерального штаба Вооружённых сил России Сергей Рудской заявлял, что украинские ВВС и системы ПВО практически уничтожены, а ВМС — перестали существовать. Также 25 марта сетевое издание Медиазона отмечало, что 5, 9 и 25 марта российское ведомство заявляло о «практически полном» уничтожении украинского ПВО.
28 марта на брифинге Игорь Конашенков заявил, что уничтожен 1721 танк и другие боевые бронированные машины, 1568 единиц специальной военной автомобильной техники, 721 орудие полевой артиллерии и миномёта, 309 беспилотных летательных аппаратов, 172 реактивные системы залпового огня, 123 самолёта и 74 вертолёта.
29 марта министр обороны Шойгу заявил, что из 152 самолётов, находившихся в строю ВВС Украины, уничтожены 123, выведены из строя 77 вертолётов из 149, а также 152 комплекса ЗРК большой и средней дальности из 180.
13 апреля 2022 года Минобороны РФ заявило, что в Мариуполе добровольно сложило оружие и сдалось в плен более 1026 военнослужащих 36-й бригады морской пехоты Украины. В составе группы было 162 офицера.
16 апреля Игорь Конашенков озвучил безвозвратные потери армии и нацгвардии Украины, а также зарубежных наёмников, составившие, по его словам, 23 367 человек, из которых около 4000 погибло в Мариуполе. 21 апреля Министерство обороны РФ объявило, что уничтожены 99 % танков и ББМ (2410 из 2416), 92 % боевых самолётов (140 из 152) и 71 % вертолётов (106 из 149), находившихся на вооружении Украины к 24 февраля. К концу марта 2023 года, согласно министерству обороны РФ, у Украины были уничтожены более 400 самолётов и более 220 вертолётов, почти 8,5 тысяч танков и прочих боевых бронированных машин, почти 4,5 тысячи орудий полевой артиллерии и миномётов.
7 июня министр обороны Шойгу заявил, что всего российские войска взяли в плен 6489 украинских военнослужащих.

### Информация третьих сторон
10 марта 2022 года CBS отметила, что неназванный официальный представитель США сообщил, что оценивает потери украинской армии убитыми в 2000 — 4000 человек.
15 марта 2023 года издание Politico сообщило, что по оценкам официальных лиц США, за год войны были убиты или ранены свыше 100 000 украинских военнослужащих, включая самых опытных солдат.
Редакторы интернет-проекта «Книга памяти погибших за Украину», занимающиеся документацией потерь, по состоянию на 14 ноября 2023 года зафиксировали имена 24 500 погибших служащих всех силовых структур Украины (ВСУ, Нацгвардии, пограничников, полицейских и добровольцев), 15 тысяч пропавших без вести, 3400 пленных, более 100 000 раненых. Как отмечают сами редакторы, 24 500 имён — это не полная цифра погибших (умерших), но, по оценкам журналистов издания «Новинарня», она составляет не менее 70 %. Таким образом, полная цифра погибших (умерших) за весь период полномасштабной войны в боевых и небоевых условиях превысит 30 тысяч человек. В числе погибших — 2774 офицера: 251 младший лейтенант, 535 лейтенантов, 816 старших лейтенантов, 472 капитана, 277 майоров, 164 подполковника и 81 полковник. Ниже приведены данные о безвозвратных потерях по месяцам:
| Месяц       | Число |
| ----------- | ----- |
| февраль     | 639   |
| март        | 2549  |
| апрель      | 1358  |
| май         | 1457  |
| июнь        | 1041  |
| июль        | 1088  |
| август      | 1195  |
| сентябрь    | 1397  |
| октябрь     | 1318  |
| ноябрь      | 1027  |
| декабрь     | 1246  |
| январь 2023 | 1372  |
| февраль     | 1245  |
| март        | 1290  |
| апрель      | 950   |
| май         | 829   |
| июнь        | 877   |
| июль        | 709   |
| август      | 646   |

Также по данным «Книги памяти» с 28 февраля 2022 года по 12 октября 2023 года было обнародовано 454 указа главы государства о награждении посмертно 14402 военнослужащих, правоохранителей и работников силовых органов (не считая закрытых указов).
Другой проект, ведущий базу данных погибших украинских бойцов — UALosses. Проект анонимен, при этом его база данных более полна, чем «Книга памяти». По утверждению волонтёра «Книги памяти», UALosses — «точно не фейк», в проекте небольшое число дубликатов, и проверка выборки журналистами «Медиазоны» и «Медузы» подтвердила надёжность этого источника. В общей сложности в базе UALosses по состоянию на 10 июня 2024 года 46450 погибших с начала полномасштабного вторжения.
Сравнивая потери России и Украины по разным базам, собранным на основе открытых источников, авторы исследования «Медиазоны» и «Медузы» пришли к выводу, что они схожи, и многократное отличие маловероятное. При этом прямое сравнение невозможно, так как база российских потерь не учитывает силы ДНР и ЛНР, кроме того, имена погибших с российской стороны значительно чаще бывают засекречены. ВСУ несут стабильные потери всё время вторжения, на них не отмечается характерных пиков, подобных российским, связанным с применением тактики «мясных штурмов».

## Потери третьих сторон
Иностранные бойцы были вовлечены в войну с обеих сторон. В начале полномасштабного вторжения РФ в Украине был создан Интернациональный легион, в составе которого есть добровольцы из десятков стран мира. Информация о точном количестве бойцов конфиденциальна. Россия также вовлекала иностранные вооружённые формирования из союзных ей стран. Например, австрийский журналист и аналитик Том Купер сообщил, что в Украине воюют до 500 бойцов из КСИР и Хезболлы. К 5 декабря 2023 года Русской службе BBC удалось установить имена по меньшей мере 254 погибших иностранных граждан, воевавших на пророссийской стороне. Среди них граждане Непала, Ирака, Замбии, Таджикистана и других стран. Украинскому изданию «Слово и дело» на 9 октября 2023 года удалось установить имена по крайней мере 170 погибших иностранных граждан, воевавших на украинской стороне. Самые высокие потери у военных по странам — у граждан Грузии, Беларуси, США и Азербайджана. Ниже приводится таблица-список национальностей погибших иностранных добровольцев, известных по именам:
| За Россию          | За Россию  |
| Страна             | Количество |
| ------------------ | ---------- |
| Беларусь           | 3          |
| Южная Осетия       | 29         |
| Таджикистан        | 60         |
| Кыргызстан         | 26         |
| Республика Абхазия | 22         |
| Италия             | 2          |
| Сербия             | 2          |
| Ирландия           | 1          |
| Сирия              | 9          |
| Колумбия           | 1          |
| Танзания           | 1          |
| Китай              | 1          |
| Непал              | 14         |
| Палестина          | 1          |

| За Украину           | За Украину |
| Страна               | Количество |
| -------------------- | ---------- |
| Новая Зеландия       | 1          |
| Беларусь             | 63         |
| Ирландия             | 1          |
| Азербайджан          | 5          |
| Бразилия             | 3          |
| Франция              | 3          |
| Нидерланды           | 2          |
| Грузия               | 24         |
| Колумбия             | 45         |
| Германия             | 1          |
| Испания              | 1          |
| Швеция               | 9          |
| Республика Корея     | 5          |
| Израиль              | 12         |
| Эстония              | 2          |
| Чехия                | 1          |
| Россия               | 3          |
| Польша               | 1          |
| Великобритания       | 5          |
| Ливан                | 2          |
| Китайская Республика | 1          |
| США                  | 9          |
| Дания                | 1          |
| Австралия            | 4          |
| Канада               | 10         |
| Япония               | 1          |
| Перу                 | 5          |
| Узбекистан           | 1          |

## Потери военной техники
В начале октября 2022 The Wall Street Journal заявил, что Россия оставляет в Украине больше тяжёлого вооружения, чем любая из западных стран поставляет Киеву; в частности, по данным аналитического проекта Oryx, вооружённые силы Украины захватили 460 российских танков (западные страны поставили 320), 92 самоходных орудия, 448 боевых машин пехоты (210 от Запада), 195 боевых бронированных машин (40 от Запада) и 44 ракетные системы (70 от Запада). WSJ обратил внимание, что эта информация была собрана по открытым источникам, следовательно, полное количество захваченной техники может быть выше.
В апреле 2023 года швейцарский военный эксперт Маркус Койпп оценил потери российской тяжёлой техники и танков в 10 000 единиц.
24 марта 2022 года корреспондент Forbes Дэвид Акс по открытым данным оценил потери Украины в танках в 74 единицы, а России — в 274 единицы. При этом он утверждает, что, поскольку Украина захватила как минимум 117 неповреждённых российских танков, постольку их у Украины стало даже больше, чем было на момент вторжения. Количество захваченных Россией украинских танков оценивалось в 37 единиц.
26 мая министерство обороны США дало следующую оценку потерь военной техники России: около 1000 танков, более 350 единиц артиллерии, почти 30 самолётов, более 50 вертолётов.
По состоянию на март 2024 года, по данным аналитического проекта Oryx, российская сторона потеряла более 15 000 единиц военной техники. Из них почти пятая часть досталась украинской стороне: украинские войска захватили 2935 единиц техники. Всего 10 615 единиц было уничтожено, ещё 692 — повреждено, 821 — брошено. Потери украинской стороны составили 5421 единиц. По данным проекта, на 9 мая 2024 года Россия потеряла более 3 000 танков на войне: 2001 российский танк был уничтожен, 156 повреждёны и 514 танков захватили украинские военные. Ещё 329 единиц техники были брошены служащими ВС РФ на поле боя. Наиболее высокие потери пришлись на танки Т-72Б, Т-72Б3 и Т-80БВ. В общем российская сторона потеряла почти 16 000 единиц техники. Украинская сторона за тот же период потеряла 5679 единиц техники, из них 808 танков, большинство из которых было уничтожено.

### Потери авиации
В ходе боевых действий и Россия, и Украина активно применяли боевую авиацию. Обе стороны понесли сильные потери, однако из-за тумана войны установить точное количество потерянной авиатехники и судьбы экипажей затруднительно. По состоянию на 8 августа 2024 года, по данным Би-би-си и «Медиазоны», известно о 280 российских военных пилотах, погибших в ходе вторжения.

### Потери флота
Как подсчитал «Проект», с начала войны до декабря 2022 года были потоплены или сильно повреждены как минимум 12 кораблей и катеров Черноморского флота. Это составляет более 15 % боевого состава, представлявшего собой к февралю 2022 года 74 единицы кораблей и катеров.

## Пропавшие без вести
По открытым данным на конец февраля 2023 года идентифицировано 1365 пропавших без вести военных РФ, ДНР и ЛНР. Полное число пропавших без вести больше. Глава правозащитной группы «Гражданин. Армия. Право» Сергей Кривенко оценивает его примерно в 24 тысячи человек: «Без вести пропавшие — это в основном погибшие, чьи тела не найдены. На данный момент нам известно о 12 тысячах верифицированных погибших. Пропавших, скорее всего, вдвое больше».

## Потери гражданских лиц

### Потери украинской стороны
По данным министерства здравоохранения Украины, за первые 3 дня в результате боевых действий 198 человек погибло и 1115 ранены, при этом отсутствует разделение на военные и гражданские потери, а также не уточняется, были ли сюда включены гражданские лица, погибшие во время обстрелов территорий ОРДЛО. В частности, 25 февраля в Горловке, на территории, подконтрольной ДНР, попаданием артиллерийского снаряда были убиты 2 учительницы. Вечером 27 февраля МВД Украины сообщило, что за первые 4 дня войны погибли 352 и были ранены 1684 гражданских лица, опять же не было указано, были ли сюда включены потери мирных жителей на территориях ДНР и ЛНР. Ко 2 марта, по данным Государственной службы по чрезвычайным ситуациям Украины, погибли свыше 2000 гражданских лиц. По данным Генерального прокурора Украины Ирины Венедиктовой, на утро 15 апреля погибло не менее 2700 человек, включая женщин и детей, по случаям смертей которых возбуждены уголовные дела и проведена судебно-медицинская экспертиза трупов. Также она сообщает о гибели 208 детей и не менее 386 получивших ранения на утро 22 апреля.
Управление Верховного комиссара ООН по правам человека 13 августа 2025 года сообщило, что с начала боевых действий на Украине подтверждены 13 883 убитых и 35 548 раненых гражданских лиц. Среди подтверждённых погибших гражданских — 726 детей, среди раненых — 2234. Из приведённого числа жертв 2719 убитых и 4456 раненых зафиксированы на территориях, оккупированных Россией. Управление по правам человека уточнило, что полные реальные потери среди мирного населения, скорее всего, значительно выше, особенно в таких городах как Мариуполь, Лисичанск, Попасная и Северодонецк, где шли интенсивные боевые действия.
6 марта 2022 года в ходе боёв за Бучу, по заявлению местного городского совета, российские войска постоянно обстреливали жилые кварталы, а сам местный совет просил помощи в эвакуации людей. Мирные жители скрылись в подвалах и город не могли получить гуманитарную помощь. После ухода российских войск из Бучи съёмочные группы информационных агентств «Рейтер» и «Франс-Пресс» передали в эфир кадры многочисленных мёртвых тел на улицах города. У некоторых убитых руки связаны за спиной. Организация Human Rights Watch заявила, что собрала несомненные доказательства совершения военного преступления, выразившегося в бессудной казни гражданского лица российскими войсками.
В России существует ГОСТ Р 42.7.01-2021, который устанавливает, кто, где и как должен хоронить тела во время войны и при ЧС. Этот официальный документ предлагает также и методы расчёта возможного числа убитых в случаях бомбежки города, жители которого не находятся в специально оборудованных укрытиях. В правительстве РФ заранее подсчитали, сколько людей погибнет в Мариуполе, когда принимали решение обстреливать Мариуполь.
По сообщению официального представителя Международной комиссии по пропавшим без вести Мэтью Холлидея, на Украине более 15 тысяч человек пропали без вести. Это лишь минимальная оценка, так как только в Мариуполе, по оценкам властей, до 25 000 человек погибли или пропали без вести.
См. также: фото и видео убитых мирных жителей.

### Потери российской стороны
Издание «7x7» ведёт учёт погибших гражданских на территории России. По состоянию на июнь 2024 года в списке 248 жителей, из которых поимённо известны 200 человек.

#### Причастные к войне гражданские лица
С начала полномасштабного вторжения началась череда убийств и покушений на коллаборационистов, российских пропагандистов и оккупационных чиновников, в которых СМИ обвиняли украинские спецслужбы и партизан. Главная цель таких операций — не убийство, а предупреждение о последствиях сотрудничества с российскими военными.
Так, 2 марта 2022 года был похищен, а затем найден расстрелянным пророссийский глава города Кременная в Луганской области Владимир Струк. 20 марта в Херсоне был застрелен перешедший на сторону России чиновник Павел Слободчиков, а 20 апреля пророссийский блогер Валерий Кулешов.
24 июня 2022 года при подрыве машины в Херсоне погиб директор управления молодёжи и спорта «ВГА» Херсонской области Дмитрий Савлученко. Аналогичным образом были убиты пророссийский глава посёлка Великий Бурлук Евгений Юнаков 10 июля 2022 года и бывший начальник полиции Старобельска Аскяр Лайшев 13 августа.
20 августа 2022 года в Московской области была подорвана Дарья Дугина — дочь идеолога «русского мира» Алесандара Дугина; 16 сентября в Луганске — генеральный прокурор самопровозглашённой ЛНР Сергей Горенко и его заместитель Катерина Стегленко; 2 апреля 2023 года в Санкт-Петербурге — блогер-пропагандист Владлен Татарский; 7 октября 2023 года — секретарь новокаховского отделения партии «Единая Россия» Владимир Малов, 6 декабря 2023 в Супонево был застрелен бывший советник министра внутренних дел Арсена Авакова и бывший народный депутат Украины от партии ОПЗЖ Илья Кива и в этот же день в Луганске в результате подрыва автомобиля погиб депутат Народного совета ЛНР Олег Попов.
Несколько чиновников-коллаборантов были уничтожены в результате точечных атак из западного тяжёлого вооружения: так бывший депутат Верховной рады от «Партии регионов» Алексей Журавко убит 25 сентября 2022 года при обстреле здания гостиницы а Херсоне из РСЗО HIMARS. 3 февраля 2024 в Лисичанске после обстрела, вероятно, тоже ракетами HIMARS местной пекарни был убит министр чрезвычайных ситуаций ЛНР — Алексей Потелещенко.

### Потери третьих сторон
27 февраля 2022 года посольство Азербайджана на Украине заявило о гибели четырёх граждан Азербайджана: три человека погибли при обстреле колонны из восьми автомобилей азербайджанцев, пытавшихся эвакуироваться из Одесской области в Молдову, ещё один человек был убит выстрелом с неизвестного направления в центре Харькова.
1 марта при обстреле Харькова погиб студент-медик из Индии.
В начале марта в Киевской области пропали без вести 11 граждан Узбекистана; к концу апреля информации о них не появилось. 25 июля уроженец Узбекистана, волонтёр Сардор Хакимов погиб в результате ракетного обстрела в Чугуеве.
16 марта в результате обстрела очереди за хлебом в Чернигове погиб, среди прочих, 67-летний гражданин США, университетский преподаватель из Миннесоты.

## Материальные потери

### Жилые дома
К середине июня 2022 года, по данным властей Украины, была повреждена 121 тысяча жилых домов (из которых треть уничтожена полностью). Киевская школа экономики по состоянию на 8 августа насчитывала 131 тысячу пострадавших домов, а аналитический центр Ukrainian Legal Advisory Group по состоянию на конец июня — как минимум 140 тысяч. Такую же оценку опубликовало Минобороны Украины 2 августа. По данным властей, пострадавшие дома составляли 6 % площади жилого фонда страны; в них жили не менее 3,5 млн человек (8 % населения). К середине июля 2022 года в 23 городах повреждено или разрушено больше 50 % жилого фонда, а некоторые города уничтожены почти полностью (в Северодонецке — 90 %, в Мариуполе — не менее 80-90 % жилья). В число полностью или большей частью разрушенных городов входят также Авдеевка, Бахмут, Волчанск, Лисичанск, Марьинка, Попасная, Соледар, Торецк и Часов Яр. Из областных центров особенно сильно пострадали Харьков и Чернигов. Среди повреждённых и разрушенных домов 89 % — частные, 10 % — многоквартирные и 1 % — общежития.
Согласно исследованию газеты The New York Times, сделанному по спутниковым снимкам, с начала войны по декабрь 2023 года на Украине уничтожены не менее 210 тысяч зданий. Среди них — как минимум 708 учебных заведений, 106 больниц и 109 религиозных объектов. Около половины разрушенных зданий находятся на Донбассе. Подавляющее большинство разрушений вызвано российскими обстрелами подконтрольных Украине территорий. Разрушения, вызванные украинскими обстрелами захваченных Россией территорий, «меркнут по сравнению с тем, что наблюдается на украинской стороне».
По подсчётам Киевской школы экономики, к январю 2024 года на Украине были разрушены или повреждены более 250 тысяч домов, несколько тысяч детсадов, школ, больниц и музеев, более 25 тысяч километров дорог и более 200 тысяч личных автомобилей. Общий ущерб оценён в 157,2 миллиарда долларов. К ноябрю эта оценка выросла до 170 млрд, из которых 60 млрд приходится на жилой сектор и 3,5 млрд — на коммунальное хозяйство.
В совместном исследовании Всемирного банка, ООН, Европейской комиссии и украинского правительства по состоянию на конец 2024 года прямой ущерб Украине от российских атак оценён в 170 млрд евро, а общая стоимость восстановления страны — в 506 миллиардов. По данным этого исследования, повреждены или разрушены 13 % жилого фонда Украины, что затронуло более 2,5 миллионов домохозяйств. Только расчистка завалов потребует не менее 12,6 миллиарда евро.

### Инфраструктура и промышленность
По данным Киевской школы экономики, по состоянию на ноябрь 2024 года транспортная инфраструктура Украины (дороги, порты, авиация) понесла ущерб на 38,5 млрд долларов. Уничтожено, среди прочего, 260 тысяч автомобилей. Энергетика понесла потери активов на 14,6 млрд долларов. Разрушены, в частности, Каховская и Днепровская ГЭС, ряд других генерирующих объектов, а также электрические подстанции и объекты нефтегазовой инфраструктуры. Убытки промышленности и строительства оценены в 14,4 млрд долларов. Разрушены или сильно повреждены почти 500 крупных и средних предприятий. Потери аграрного сектора оценивают в 10,3 млрд долларов.

### Медицина
17 марта 2022 года Всемирная организация здравоохранения сообщила о 43 ударах по больницам и другим медучреждениям с начала войны. По данным организации, минимум 33 нападения связаны с применением тяжёлого вооружения, в частности огнестрельного оружия, танков, ракет, бомб или миномётов. За год войны количество подтверждённых ВОЗ нападений на учреждения здравоохранения Украины достигло 741.
По сообщению Министерства здравоохранения Украины от 7 ноября 2023 года, войной были разрушены до основания 193 медицинских учреждения и повреждены ещё 1468 (421 учреждение уже восстановлено полностью и 413 — частично). Были уничтожены 253 машины скорой помощи, повреждены 103 и захвачены 125. Кроме того, к началу июля 2022 года были повреждены или разрушены более 500 аптек.

### Образование
За первый год войны было повреждено не менее 3139 учебных и воспитательных заведений, из которых 441 разрушено полностью. Из пострадавших учебных заведений (по данным на июль 2022) почти половина — школы, а треть — детские сады. По сентябрьской оценке ЮНИСЕФ, повреждены или разрушены около 10 % школ Украины.
К ноябрю 2024 года количество повреждённых или разрушенных учебных заведений, по данным Киевской школы экономики, превысило 4 тысячи. Среди них — 97 университетов.
По состоянию на июль 2022 года повреждены 25 детских домов, интернатов и домов престарелых.

### Наука и техника
К марту 2024 года, по данным ЮНЕСКО, были уничтожены или повреждены 1443 здания и лаборатории научной инфраструктуры Украины, принадлежащие 177 научным учреждениям. Восстановление этих потерь оценивают более чем в 1,26 миллиарда долларов. 18 научных институтов были вынуждены переехать, около 30 % учёных Украины работают удалённо. За первые два года войны погибли не менее 100 украинских учёных. В Институте проблем безопасности атомных станций, находящемся вблизи Запорожья, украдено или уничтожено оборудование для мониторинга радиологической ситуации, что создаёт значительную угрозу безопасности региона.
В ходе боёв за аэропорт «Антонов» (Гостомель) уничтожен единственный рабочий экземпляр самого большого и грузоподъёмного самолёта в мире — Ан-225 «Мрия». Его восстановление может занять несколько лет и потребует, по разным оценкам, от 800 млн до более 3 млрд долларов.

### Культура
ЮНЕСКО по состоянию на 25 июня 2025 года подтверждала уничтожение или повреждение в ходе войны 501 объекта культуры: 262 исторических зданий и культурных учреждений, 151 религиозных сооружений, 34 музеев, 33 памятников, 18 библиотек, 2 археологических объектов и 1 архива (включены только случаи, подтверждённые множественными надёжными источниками, и не включены случаи поверхностных повреждений). Министерство культуры Украины по состоянию на 3 ноября 2023 года зафиксировало повреждение или уничтожение 1711 объектов культурного наследия, среди которых 844 клубных заведения, 603 библиотеки, 133 образовательных учреждения в области искусства, 100 музеев и галерей, 31 театр, кинотеатр и филармония. Уничтожены не менее 7 братских могил советских солдат, погибших в Великой Отечественной войне, и повреждены не менее двух мемориалов жертв нацизма. Пострадали в том числе не менее 23 памятников национального значения. Лаборатория мониторинга культурного наследия при Виргинском музее естественной истории по состоянию на 10 июня 2022 года сообщает о признаках повреждения 458 объектов культуры. По данным на июль 2022 года, полностью или почти полностью уничтожены около ста объектов культурного наследия.
Больше всего объектов культуры пострадало в Донецкой и Харьковской областях. Лишь в Харькове и в Чернигове от ракетно-бомбовых ударов повреждены и разрушены десятки памятников архитектуры и истории. Так, в Чернигове частично разрушены здание кинотеатра имени Щорса и дом В. В. Тарновского XIX века, где размещалась библиотека; повреждён Троицко-Ильинский монастырь и ряд других старинных церквей. Авиаудары по центру Харькова 1 марта поразили оперный театр и филармонию. Пострадали здание Харьковского театра кукол и Успенский собор.
В конце февраля 2022 года в посёлке Иванкове от обстрела сгорел историко-краеведческий музей с коллекцией работ украинской художницы Марии Приймаченко (часть экспонатов спасли местные жители). 21 марта обстрелом был разрушен Мариупольский художественный музей имени Куинджи, в экспозиции которого были полотна Айвазовского и Народных художников СССР Татьяны Яблонской, Николая Глущенко и Михаила Дерегуса. 6 мая ракетным ударом был уничтожен дом-музей Григория Сковороды в Сковородиновке Харьковской области, а 2 июня российский ракетный обстрел Харькова разрушил школу, в которой был музей Сергея Есенина. Под обстрелами пострадали также историко-краеведческий музей в Ахтырке, краеведческий музей в Бородянке, Мариупольский краеведческий музей, Харьковский художественный музей, областной художественный музей и Военно-исторический музей в Чернигове, историко-архитектурный музей «усадьба Попова», музей в усадьбе «Тростянец» и ряд других.
После месяца войны — 25 марта 2022 — Государственная служба Украины по этнополитике и свободе совести сообщила о повреждении или разрушении не менее 59 сооружений духовного значения не менее чем в 8 областях (в среднем 2 объекта за день войны). Это преимущественно православные церкви. По состоянию на 15 июля власти Украины насчитывали 147 пострадавших религиозных объектов, треть из которых имеет статус памятника истории, архитектуры или градостроительства, а по состоянию на 27 января 2023 года — уже 307, из которых почти половина принадлежит УПЦ Московского патриархата. Так, в марте были разрушены три церкви XIX века: 7 марта — Свято-Георгиевская церковь в селе Заворичи Киевской области и церковь Рождества Богородицы в селе Вязовка Житомирской области, а 25 марта — церковь Вознесения Господня в селе Лукьяновка Киевской области. Обстрелами и авиаударами, начавшимися 12 марта, были разрушены несколько церквей Святогорской лавры; ещё ряд её церквей и других строений получили повреждения.

## Сложности подсчёта
Потери Украины в войне являются государственной тайной, поэтому власти не называют число погибших.
Потери вооружённых сил РФ также засекречены. Не всех погибших удаётся вынести с поля боя. После нескольких случаев, когда под видом похоронных команд под Бахмутом ЧВК пробовали захватить украинские позиции, сбором убитых россиянам заниматься больше не дают. Валентина Мельникова считает, что с самого начала конфликта с российской стороны не был организован сбор тел погибших на поле боя. Она не исключает, что «общий бардак — просто традиция российской армии». По её утверждениям, «данные о числе погибших в Афганистане до сих пор очень спорны, а сведений по Второй чеченской кампании в открытом доступе нет совсем», «те, кто пропал весной 2022 года, — уже вряд ли найдутся», «информация украинской стороны часто она подкрепляется документами, фото или видеофиксацией», «ВСУ собирают убитых российских солдат, оставшихся на освобождённых территориях или просто в зоне боевых действий», «периодически их захоранивают, потому что просто негде держать трупы», «централизованного обмена убитыми не происходит», с российской стороны «тела закапывали бессистемно или сваливали в овраги, присыпая землей». Например, жители Херсона рассказали журналистам The Guardian о том, как во время оккупации российские военные выбрасывали тела своих погибших сослуживцев на местную свалку и сжигали их там. Количество пропавших без вести российских солдат не удаётся выяснить даже приблизительно.
В 2022 — 2023 годах в российские суды поступило как минимум 176 таких исков о признании погибшими военнослужащих, чьи тела остались на полях сражений. Из судебных решений видно, что российская армия бросала трупы во время отступления, а некоторые тела оказывались настолько повреждёнными, что останки было невозможно собрать.
Министерство обороны России не опубликовало информации о том, сколько человек в 2022 году получали пенсию в связи с инвалидностью или потерей кормильца.

### Достоверность сведений российской стороны
В июне 2022 года издание «Проект» выпустило расследование «Подмена мест слагаемых», в котором на основе анализа 196 брифингов Минобороны РФ пришло к выводу, что предоставленные им данные часто не соответствуют действительности. Так, ведомство обвинялось в завышении числа уничтоженной техники и солдат, неоднократных сообщениях о взятии одних и тех же населённых пунктов, использовании неоднозначных терминов вроде «скопления живой силы и техники», уничтожении большего числа самолётов и «байрактаров», чем их было у украинской армии.
С другой стороны, число погибших российских солдат российские власти могут недооценивать — погибшим считается солдат, тело которого удалось идентифицировать, а солдаты, трупы которых захоронены на Украине, не возвращены в Россию или не поддаются опознаванию, могут в лучшем случае быть отнесены к категории пропавших без вести. При этом Россия не спешит забирать трупы российских солдат, хранящиеся на Украине — по заявлению Алексея Арестовича, в апреле 2022 года в украинских моргах хранились 7000 неопознанных трупов россиян.

### Достоверность сведений украинской стороны
Украинские официальные лица заявляли, что потери российских военных намного превышают оценки американской разведки и данных, опубликованных российскими властями. При этом, по словам исследователя Департамента исследований мира и конфликтов Упсальского университета Шона Дэвиса, относительно военных потерь России правительство Украины проводило кампанию, направленную на повышение морального духа. Утверждения украинской стороны при этом охотно принимались западными СМИ. Эта коммуникационная политика украинского правительства характеризовалась исследователями как «пропагандистская кампания» и «кампания по дезинформации», направленная на поощрение населения рассказами об успешном сопротивлении и военных успехах. The New York Times отмечает, что «немногие военные аналитики верят оптимистичным ежедневным сообщениям украинских военных о потерях россиян, исчисляющихся сотнями, которые, тем не менее, широко освещаются в украинских СМИ».
Контент-анализ 15 самых популярных украинских сайтов показал, что ни одно из национальных СМИ не сообщало ни статистики, ни отдельных случаев массовой гибели украинских военных в боях; вместо этого региональные СМИ, не соблюдая государственную цензуру, сообщают о гибели конкретных участников с указанием в большинстве случаев их личных данных. Украинские учёные отмечают, что государству приходится сообщать о потерях, используя СМИ, чтобы не вызвать массовую панику, депрессию или другие негативные психологические последствия. Так, органы государственной власти или их представители используют косвенные или неточные сообщения о военных потерях, которые требуют дополнительного уточнения. Украина неоднократно называла цифры, носящие «откровенно спекулятивный характер». При этом потери российской стороны регулярно сообщаются в сводках и коммюнике с точными цифрами. В июле 2022 года представители министерства обороны Украины объясняли замалчивание потерь необходимостью дезориентации россиян.